# کشاورزی دقیق
کشاورزی دقیق (precision agriculture) یک سیستم مدیریت کشاورزی تکامل یافته‌است که شامل تعداد زیادی تکنولوژی می‌باشد. این ابزارهای تکنولوژی، اغلب شامل سیستم موقعیت‌یاب جهانی، سیستم اطلاعات جغرافیایی، سیستم سنجش و کنترل بازده، تکنولوژی پخش متغیر و سنجش از راه دور (دورسنجی) است.
کشاورزی دقیق ایده ای در سیستم زراعی می‌باشد که شامل توسعهٔ سیستم فنی مدیریت با محوریت دانش و با هدف اصلی بهینه‌سازی سود می‌باشد. سیستم مدیریتی مذکور همان ایده مدیریت جزء به جزء مزرعه بوده و به بیان دیگر توانایی لازم جهت مدیریت هر یک از عملیات زراعی در مکان خاص خود در سطح مزرعه می‌باشد به شرطی که از نظر فنی و اقتصادی سودمند و با صرفه باشد. این سیستم شامل توانایی تغییر یا تعدیل در میزان بکاربردن نهاده‌ها و ورودی‌ها و عملیاتی چون عملیات شخم، مقدار بذر، مبارزه با علف هرز، کنترل آفات و بیماریها، عملیات کاشت و آبیاری می‌باشد.

## تاثیرات کشاورزی مدرن بر زندگی ما؛ خوب یا بد؟!
- مزایا

1. بهبود عملکرد و رشد تولید مواد غذایی
2. تضمین ایمن بودن مواد غذایی
3. صرف زمان کمتر و تولید بیشتر
4. نیاز به نیروی کار کمتر

- معایب

1. کشاورزی مدرن مبتنی بر روش ورودی و خروجی بالا است. یعنی برای عملکرد بیشتر نیاز به بذرهای پربازده، آبیاری، کوددهی و سموم فراوان دارد.
2. اگر آبیاری زیاد انجام دهیم، خاک در معرض فرسایش قرار میگیرد.
3. استفاده بیش از حد از کودها باعث شوری و کاهش ریز مغذی‌ها در خاک می‌شود و آب های زیر زمینی را آلوده میکند.
4. استفاده زیاد از سموم و آفات کش ها هم مواد غذایی ما را ناسالم میکند و هم باعث از بین رفتن حشرات مفید میشود.
5. بیکاری پنهان افزایش می‌یابد.

با توجه به مزایا و معایب انتخاب شما چیست؟ کدام نوع از کشاورزی را ترجیح می دهید؟
برای رفع عیوب کشاورزی مدرن، متد های جدیدی در کشاورزی تعریف شده است که هرکدام به مرور زمان از عیب های خود کاسته و به مزایای خود افزوده اند. برای مثال متدهایی مانند کشاورزی دیجیتال و کشاورزی دقیق به مرور زمان درصدد رفع این عیوب برآمده اند و تا حد زیادی هم موفق بوده اند.  

## تحلیل صنعت کشاورزی ایران

### شرح وضعیت کشاورزی سنتی
برای سالیان متمادی کشاورزان نهاده‌های کشاورزی را بر پایه تجربیات سالیان گذشته و به میزان معینی برای تمام زمین بدون توجه به دیگر ملاحظات توزیع می‌کردند. آنها میزان بذر پاشی، کود و سم را برای همه زمین با نسبت مشخصی توزیع می‌کردند و آبیاری یکنواختی را برای زمین به کار می‌گرفتند. در نتیجه این رویکرد، ملاحظه می‌شود میزان راندمان آبیاری پایین بوده و درصد بالایی از کود و سموم شیمیایی به هدر رفته و تنها آسیب‌های ناشی از آن است که باقی مانده و موجب آلودگی منابع زیر زمینی آب و خاک می‌گردد.
در واقع، این بزرگ‌ترین اشتباهی است که می‌تواند اتفاق افتد. در این مکانیزم توزیع منابع و نهاده‌های کشاورزی به حالت یکسان برای همه استفاده می‌شود، در حالی که به علت تفاوت‌های ذاتی خاک و بستر کشاورزی از یک سو و شرایط آب و هوایی از سوی دیگر، برخی به نهاده‌های بیشتر و برخی به نهاده‌های کمتری نیازمندند و همان‌طور که فقر غذایی موجب کاهش راندمان تولید است، اضافه تزریق نهاده‌ها هم خسارت و آلودگی به محصول نهایی و محیط زیست را به همراه دارد .

### شرح وضعیت مطلوب با کشاورزی دقیق
مدیریت مناسب نهاده‌ها، که اکنون کشاورزی دقیق نامیده می‌شود راه کار فناورانه به این نیاز تاریخی است.
کشاورزی دقیق به دلیل سطح مدیریتی که دارا می‌باشد از کشاورزی سنتی متمایز است. در کشاورزی دقیق به جای این که کل مزرعه به عنوان یک واحد مدیریتی باشد، اعمال مدیریت برای مناطق کوچک در مزرعه در نظر گرفته می‌شود که این کار سطح مدیریت را با تأکید بر نیازهای صحیح کشاورزان افزایش می‌دهد. کشاورزی دقیق در واقع، سیستم مدیریت تلفیقی است و کوشش دارد نوع و میزان نهاده‌ها را بر اساس نیازهای واقعی محصولات که در مناطق کوچک‌تر زمین قرار دارند، تطبیق دهد.